# 1751 en droit
Cet article présente les faits marquants de l'année 1751 en droit.

## Événements
- Au Portugal, Carvalho e Melo interdit tout autodafé qui ne recevrait pas l’autorisation du gouvernement civil[1].

- 11 mai : charte du Pennsylvania Hospital, le premier des Treize colonies[2].

- 18 mai : bulle Providas romanorum de Benoît XIV condamnant la Franc-maçonnerie[3].

- 25 juin, Grande-Bretagne : le Gin Act voté sous la pression de l’opinion, reçoit la sanction royale[4]. Il permet une forte baisse de la production d’alcool (cf. 1736).

## Décès
- 27 décembre : Mathieu Augeard, jurisconsulte français, avocat au parlement de Paris, auteur des Arrêts notables des différens tribunaux du royaume sur plusieurs questions importantes de droit civil, de coutume, de discipline ecclésiastique et de droit public (° 1673).